# Еремино (Шекснинский район)
Еремино — деревня в Шекснинском районе Вологодской области.
Входит в состав сельского поселения Сиземского, с точки зрения административно-территориального деления — в Сиземский сельсовет.
Расстояние до районного центра Шексны по автодороге — 35,1 км, до центра муниципального образования Чаромского по прямой — 13 км. Ближайшие населённые пункты — Павловское, Поповское, Сыромяткино, Соловарка, Артемьево, Кузьминское, Телибаново.
По переписи 2002 года население — 11 человек.